# Leen van Dijke
Leendert Cornelis (Leen) van Dijke (Oosterland (Schouwen-Duiveland), 3 september 1955) is een Nederlands voormalig politicus voor de Reformatorische Politieke Federatie (RPF) en de ChristenUnie.

## Levensloop
Van Dijke werkte oorspronkelijk als timmerman en was later vertegenwoordiger in bouwmaterialen. Voordat hij toetrad tot de Tweede Kamer was Van Dijke vanaf 1987 eerst lid en later fractievoorzitter van de gecombineerde RPF/GPV-fractie in de Provinciale Staten van Zeeland.

### Tweede Kamerlid
Van Dijke werd op 17 mei 1994 lid van de Tweede Kamer en voorzitter van de Tweede Kamerfractie van de RPF die in maart 2001 met het Gereformeerd Politiek Verbond (GPV) fuseerde tot de ChristenUnie (CU). Van Dijke had zich zeer sterk gemaakt voor deze fusie. Vanaf de oprichting op 13 maart 2001 tot de verkiezingen van 25 mei 2002 was hij ook voorzitter van de Tweede Kamerfractie van de fusiepartij.
In de Kamer hield hij zich bezig met sociaal-economische zaken en financiën. Van Dijke deed zelfstandig onderzoek naar het functioneren van het Douanetoezicht en het functioneren van Sociale Diensten na invoering van de Nieuwe Algemene bijstandswet. Ook loodste hij (samen met Jet Bussemaker, PvdA) met succes een initiatiefwet door Tweede en Eerste Kamer. Dankzij deze wet hebben mensen het recht om (niet noodzakelijke) zondagsarbeid te weigeren. Ook ondernam Van Dijke een niet ongevaarlijke missie (samen met de christelijke hulporganisatie Dorcas) naar de vluchtelingenkampen aan de grens met Tsjetsjenië. Er werden geheime opnamen gemaakt (cameraploeg met verborgen camera) en naar aanleiding van tv-uitzendingen van deze beelden dwong de Tweede Kamer de toenmalige minister van Buitenlandse Zaken hulp te bieden aan deze vluchtelingen. Een ander punt waar Van Dijke zich sterk voor heeft gemaakt is de erkenning door Nederland van de Armeense Genocide.

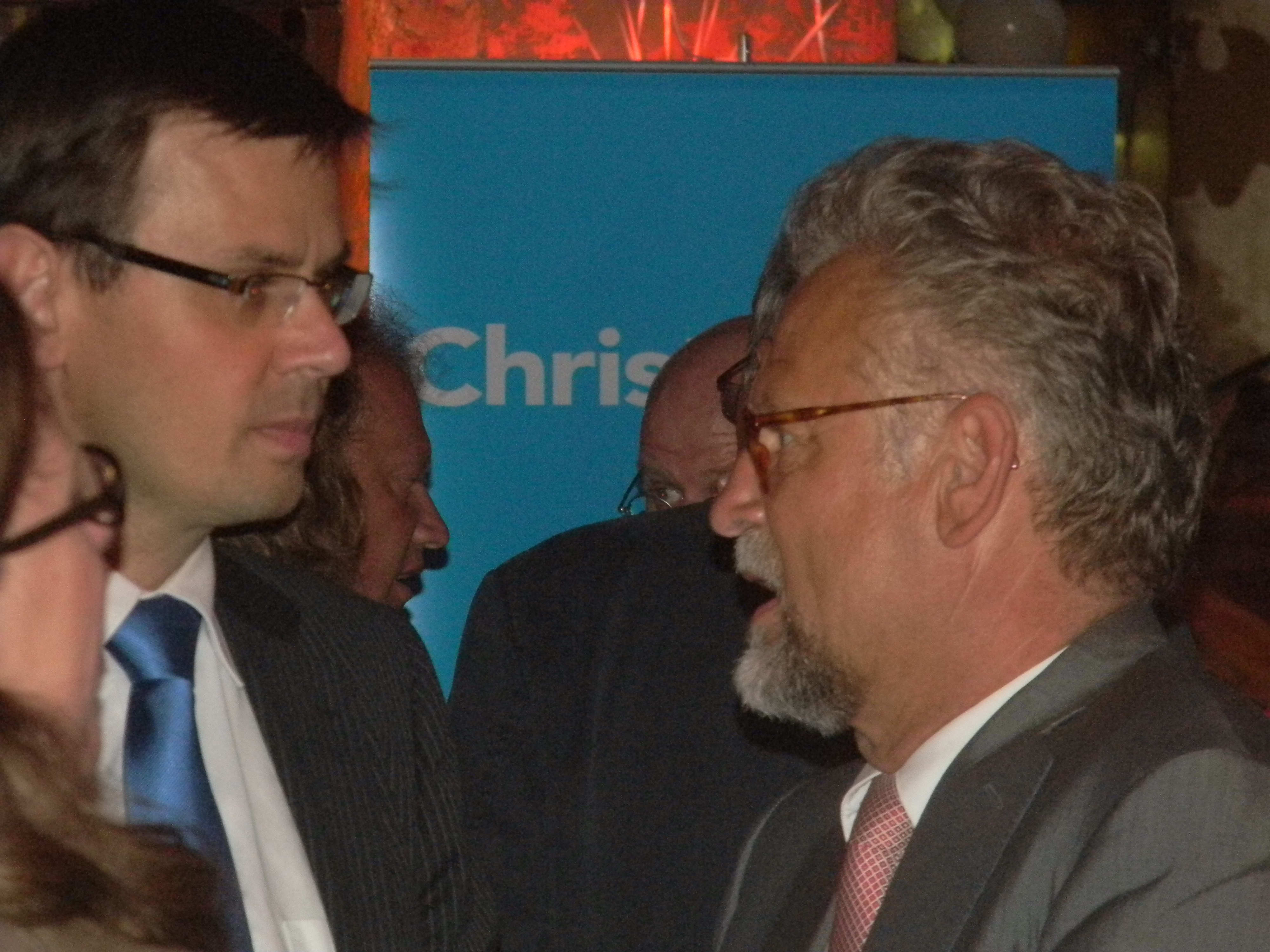
Van Dijke samen met fractieleider André Rouvoet tijdens uitslagenavond (2010)

In 1996 kwam Van Dijke in opspraak door een interview met het blad Nieuwe Revu. Het blad suggereerde dat Van Dijke de uitspraak had gedaan: "Waarom zou een homoseksueel beter zijn dan een dief?". Uit het gewraakte interview werd duidelijk dat Van Dijke de wereldwijd in christelijke kring breed aanvaarde visie verwoord had, dat overtreding van een van Gods geboden de mens schuldig stelt tegenover God; daarbij maakt het niet uit welk gebod wordt overtreden. Met zijn uitspraken verzette Van Dijke zich juist tegen de opvatting die leefde bij een deel van zijn achterban, dat homoseksualiteit een ergere zonde zou zijn dan diefstal. Onder andere de Gaykrant zag hierin echter discriminatie van homoseksuelen en diende een aanklacht in: Van Dijke zou homoseksuelen op één lijn stellen met dieven en fraudeurs. Het Gerechtshof Den Haag sprak hem in mei 1999 vrij. De Hoge Raad bevestigde in januari 2001 die uitspraak.
Na de Tweede Kamerverkiezingen in 2003 moest hij de Tweede Kamer verlaten. De lager op de kieslijst geplaatste Tineke Huizinga kreeg op basis van voorkeurstemmen de zetel, die anders aan Van Dijke zou zijn toegekomen.

### Na de politiek
Na zijn vertrek uit de Tweede Kamer werd Van Dijke stafmedewerker bij bouwconcern VolkerWessels. Hier werd hij verantwoordelijk voor Public Affairs en Maatschappelijk Verantwoord Ondernemen. Van 2012 tot 2016 was Van Dijke voorzitter van een ministeriële adviescommissie die de minister adviseerde inzake de nieuwe Omgevingswet (Verkeer en Vervoer). In 2013 werd Van Dijke woordvoerder en lid van het kernteam van Stroomversnelling (een vereniging van bouwers en corporaties die de handen ineen hebben geslagen om in hoog tempo grote aantallen woningen uit het bestaande woningbestand naar Nul op de Meter te renoveren). Sedert 2015 is Van Dijke voorzitter van Stroomversnelling. In 2014 werd Van Dijke voorzitter van het Strategic Committee van het Nationaal Energiebespaarfonds (NEF).

## Onderscheidingen
Op 10 mei 2022 ontving Van Dijke ter gelegenheid van de 30-jarige diplomatieke betrekkingen Armenië - Nederland uit handen van de Armeense minister-president Nikol Pashinyan de Medal of Gratitude van Armenië. 

## Persoonlijk
Van Dijke woont met zijn gezin in Middelburg. Hij is lid van de Christelijke Gereformeerde Kerken.
- Parlement.com: vg09lll5uqzw